# Chalcoecia harminella
Chalcoecia harminella là một loài bướm đêm trong họ Noctuidae.